# Мадрас (град, Орегон)
Мадрас (на английски: Madras) е град в окръг Джеферсън, щата Орегон, САЩ. Мадрас е с население от 5078 жители (2000) и обща площ от 2,2 km². Намира се на 683,4 m надморска височина. ЗИП кодът му е 97741, а телефонният му код е 541.